# Шишимарін Вадим Євгенович
Вадим Євгенович Шишимарін (17 жовтня 2000, Усть-Ілімськ, Іркутська область, Росія) — російський військовослужбовець, сержант, військовий злочинець. Колишній командир відділення 4-ої гвардійської Кантемирівської танкової дивізії. Перший російський військовий, засуджений за воєнні злочини в Україні, вчинені під час російського вторгнення в Україну 2022 року. 23 травня 2022 року засуджений Солом'янським районним судом Києва до довічного позбавлення волі (замінено на 15 років позбавлення волі).

## Біографія
Вадим Євгенович Шишимарін народився 17 жовтня 2000 року в Усть-Ілімську Іркутської області Росії.
Служив командиром відділення у 4-й гвардійській танковій Кантемирівській дивізії в Московській області, що брала участь у російському вторгненні в Україну 2022 року. 1 березня 2022 року з групою інших російських військових, був взятий в полон місцевими жителями в селі Комиші Охтирського району Сумської області.

## Судовий процес
Після того як потрапив у полон, Шишимарін утримувався під вартою. Йому було висунуто обвинувачення у вбивстві цивільного і неозброєного літнього чоловіка під час боїв за Охтирку за статтею 438 КК України «Порушення законів та звичаї війни» (санкція від 10 до 15 років позбавлення волі або довічне позбавлення волі). 28 лютого 2022 року Шишимарін в селищі міського типу Чупахівка Охтирського району безпідставно застрелив 62-річного місцевого мешканця Олександра Шеліпова, який їхав узбіччям дороги на велосипеді.
13 травня 2022 року Солом'янський районний суд Києва розпочав розгляд кримінального провадження щодо Шишимаріна.
Підсудного захищав адвокат Віктор Овсянніков, наданий Україною. Прокурор Ярослав Ущапівський заявив, що підсудний визнав провину і співпрацював зі слідством. Адвокат повідомив, що на момент другого дня процесу ніхто з офіційних осіб Міністерства оборони Росії або інших офіційних осіб не зв'язувався з ним. Прес-секретар Президента Росії Путіна Дмитро Пєсков заявив, що Кремль «не має інформації» про цю справу. BBC повідомляло, що Росія кинула підсудного напризволяще.
23 травня 2022 року Солом'янський районний суд Києва оголосив вирок Вадиму Шишимаріну, визнавши його винним за статтею 438 КК України «Порушення законів та звичаї війни» та засудивши до довічного позбавлення волі за вбивство українського цивільного 62-річного Олександра Шеліпова. Адвокат Вадима Шишимаріна заявив, що планує подати апеляційну скаргу на рішення суду першої інстанції.